# دهستان جوگز بالا
دهستان جوگز بالا، یکی از دهستان های بخش مسکوتان شهرستان فنوج استان سیستان و بلوچستان ایران است. مرکز این دهستان روستای جوگز بالا است. 